# Andrea Tornielli
Andrea Tornielli (Chioggia, 19 de março de 1964) é um jornalista e escritor italiano.

## Biografia
Graduou-se em clássicos e em particular em história da língua grega na Universidade de Pádua, Tornielli é um jornalista e escritor católico. Tem colaborado na revista Il Sabato.
Após 15 anos  em Il Giornale, desde março de 2011 é vaticanista de La Stampa, colabora com outros jornais e na revista mensal católica Il Timone Autores de Il Timone, assim como tem um programa radiofônico mensal na Rádio Maria. Tem ainda um blog muito visitado denominado Sacri palazzi. Entre suas muitas obras incluem ensaios sobre a Igreja contemporânea.
É autor de uma vasta obra sobre temas relacionados com a religião católica e de várias biografias. Estão publicados em Portugal: Pio XII: o Papa dos Judeus (2002), O Papa Bento XVI: o Guardião da Fé (2005), Os Milagres do Papa Wojtyla (2006), Quando a Igreja Sorri: Uma Biografia do Cardeal José Saraiva Martins (2009), Ataques ao Papa: Escândalos de Pedofilia e Polémicas Doutrinárias Contra Bento XVI (2011), com Paolo Rodari, Francisco, o Papa de Todos Nós (2013), O Nome de Deus é Misericórdia (2016), conversas com o Papa Francisco, Papa Francisco: Esta Economia Mata (2016), com Giacomo Galeazzi.
É casado e pai de três filhos.

## Publicações
- Giovanni XXIII. Vita di un Padre Santo, Gribaudi.
- Il Giubileo e le indulgenze, Gribaudi.
- Fatima. Il segreto svelato, Gribaudi.
- Quando la Madonna piange. Veggenti, guaritori, apparizioni. Mondadori, 1995.
- Ultimo incarico: criminale!, com Bruno Contrada, Arbor, 1995.
- Il mistero delle lacrime. Inchiesta sulla Madonna di Civitavecchia. Segno, 1996.
- Analisi di un mostro. Sedici delitti in diciassette anni senza mai lasciare tracce. Come, quando e perché uccide. Identikit del superkiller di Firenze, com Francesco Bruno, Arbor, 1996.
- com Alessandro Zangrando. Papa Luciani. Il parroco del mondo. Segno, 1998.
- Il segreto di Milingo, com Mario Celi, Piemme, 2001.
- Pio XII. Il Papa degli ebrei. Piemme, 2001.
- com Evi Crotti. Dalla penna dei papi. Ritratti, caratteri e segreti dei Pontefici dell'ultimo secolo. Gribaudi, 2002.
- com Livio Fanzaga. Maria e il futuro dell'umanità, Gribaudi, 2002.
- Escrivá fondatore dell'Opus Dei, Piemme, 2002.
- Ratzinger. Custode della fede, Piemme, 2002.
- La scelta di Martini, Piemme, 2002.
- com Alessandro Zangrando. Papa Luciani. Il sorriso del santo, Piemme, 2003.
- Paolo VI. Il timoniere del Concilio, Piemme, 2003.
- com Matteo Napolitano. Il Papa che salvò gli ebrei. Dagli archivi segreti del Vaticano tutta la verità su Pio XII, Piemme, 2004.
- La passione. I vangeli e il film di Mel Gibson, Piemme, 2004.
- L'inganno di Satana, con Livio Fanzaga, Gribaudi, 2004.
- Gerusalemme. Martini e Tettamanzi insieme per la pace, Piemme, 2004.
- Benedetto XVI. Il custode della fede, Piemme, 2005.
- com Matteo Napolitano. Pacelli, Roncalli e i battesimi della Shoah. Piemme, 2005.
- I miracoli di Papa Wojtyla, Piemme, 2005.
- Inchiesta su Gesù bambino. Misteri, leggende e verità sulla nascita che ha diviso in due la storia, Gribaudi, 2005.
- com Jacopo Guerriero. Partigiani di Dio. Flavio e Gedeone Corrà, San Paolo Edizioni, 2006.
- Attacco alla Chiesa, con Livio Fanzaga, Gribaudi, 2006.
- Inchiesta sulla resurrezione. Misteri, leggende e verità. Dai Vangeli al Codice da Vinci, Gribaudi, 2006.
- com Andrea Gianelli. Papi guerre e terrorismo, SugarCo, 2006.
- Processo al Codice da Vinci. Dal romanzo al film, Gribaudi, 2006.
- Il segreto di Padre Pio e Karol Wojtyla. Piemme, 2006.
- Pio XII. Eugenio Pacelli. Un uomo sul trono di Pietro, Mondadori, 2007
- Lourdes. Inchiesta sul mistero a 150 anni dalle apparizioni, Edizioni ART, 2008
- com Saverio Gaeta. Padre Pio. L'ultimo sospetto, Piemme, 2008
- com Vittorio Messori, Perché credo. Una vita per rendere ragione della fede, Piemme, 2008
- Paolo VI. L'audacia di un papa, Mondadori, 2009
- Santo subito. Il segreto della straordinaria vita di Giovanni Paolo II, Piemme, 2009
- Sindone. Inchiesta sul mistero, Gribaudi, 2010
- Quando la Chiesa sorride. Biografia del cardinale José Saraiva Martins, Rogate, 2010
- com Andrea Gianelli. John Henry Newman. Fermate quel convertito, Gribaudi, 2010.
- com Paolo Rodari. Attacco a Ratzinger. Accuse e scandali, profezie e complotti contro Benedetto XVI, Piemme, 2010.
- Pio IX. L'ultimo papa-re, Mondadori, 2011
- La fragile concordia. Stato e cattolici in centocinquant'anni di storia italiana, Bur, 2011